# Cacho fio

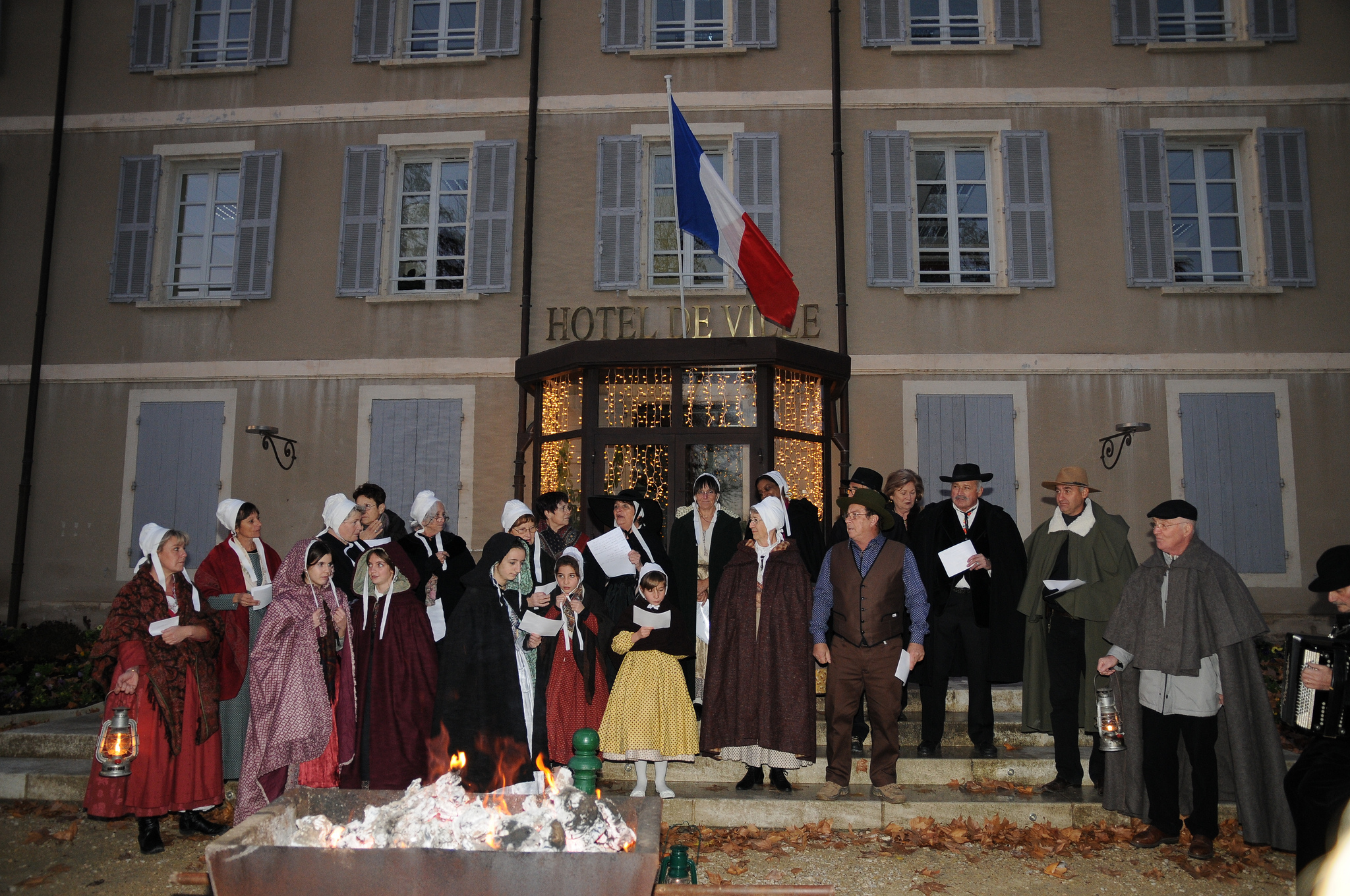
Cacho fio pour Noël 2011 à Beaumes-de-Venise

Le cacho fiò ou cacho-fue (cacha-fuòc, selon la norme classique) est une ancienne cérémonie liée à Noël et au solstice d'hiver durant laquelle l'on met une grosse bûche d'arbre fruitier au feu. Liée au paganisme, elle avait été christianisée puisqu'elle s'accompagnait d'une bénédiction, durant le transport de la bûche vers le foyer. 

## Étymologie
Le terme occitan cacho-fiò (en graphie mistralienne) désigne actuellement la bûche de Noël que l’on allumait traditionnellement dans la cheminée la veille de cette fête. Le folkloriste Arnold van Gennep localise ainsi ce mot : « sud des Hautes-Alpes, sud de la Drôme, Vaucluse, Gard (région d'Uzès), Bouches-du-Rhône, Var et Alpes-Maritimes, où c'est une importation de Provence ». Ces données sont confirmées, avec quelques variantes phonétiques mineures, par l’enquête effectuée vers 1970 pour le tome IV de l’atlas linguistique de la Provence.
Si l’on considère l’histoire de ce mot, on peut constater la concomitance de deux formes, cachafuoc et gachafuoc, attestées dès le XVe siècle. On trouve cachefuoc dans deux textes mêlant occitan francisé et latin, l’un de 1480 : unum cachefuoc ferri, l’autre de 1486 :  duo cachefeu et unum gardebrasier , cités par Paul Pansier. L’interprétation de ces termes ne va pas de soi : un cachefuoc ferri ne peut pas désigner une bûche, mais un accessoire en fer, peut-être un chenet (confusion possible avec capafuoc), plutôt qu’un « instrument servant à éteindre le feu » selon Pansier (le terme occitan pour « étouffoir » est estofador). Quant à duo cachefeu et unum gardebrasier, il pourrait s’agir d’une paire de chenets et d’un gardabrasier, « garde-feu » ou « grille de feu », instrument de fer placé entre les chenets pour contenir les braises sous les bûches ; un synonyme de ce terme apparaît aussi en 1470 sous la dénomination gardafuoc, que cite encore Pansier. 
Pour gachafuoc, la première attestation  apparaît en 1498 : « per la colascyon de metre lo gachafuoc la vegile de Calendes », c’est-à-dire « pour la collation, de mettre le gachafuoc la veille de Noël ». Pansier traduit ce mot en reprenant la définition de Frédéric Mistral dans son dictionnaire Tresor dóu Felibrige ; « bûche de Noël ; grande flambée », et en y ajoutant « feu de joie » ; mais le mot pourrait là aussi désigner un chenet ou un garde-feu.
Deux autres attestations anciennes se trouvent dans un Vocabulaire provençal-latin (dit aussi Floretus), manuscrit datant vraisemblablement de la seconde moitié du XVe siècle. Ce texte a été édité par A. Blanc dans la Revue des langues romanes : capafuoc et guachafuec. Ce Vocabulaire traduit les deux formes par un mot formé sur des racines grecques, suivi du suffixe latin -ium : hypopyrgium, que le glossaire de latin médiéval de Du Cange traduit par « andier » ou « landier », synonymes de « chenet ».
Mistral mentionne aussi des formes similaires, sans en donner la date : gacho-fue, qualifiée de « marseillaise » (c’est-à-dire provençal central) et gacho-fuò, qualifiée de « dauphinoise » (c’est-à-dire drômoise). Les deux formes cachafuoc et gachafuoc peuvent s’expliquer par la proximité phonétique en occitan du [g] (occlusive sonore) et du [k] (occlusive sourde), qui donne d’autres formes doubles, par exemple cat et gat « chat », camba et gamba « jambe », crapaud et grapaud « crapaud », etc. Le mot gachafuoc est tombé de ce fait dans l’attraction des verbes cachar « cacher » ou « casser, presser » ou encore du verbe homophone gachar « gâcher ». 
Une explication plausible de la forme gachafuoc est donnée par le Französisches etymologisches Wörterbuch, publié sous la direction de Walter von Wartburg, sous l’étymon latin focus : le premier élément serait le verbe gachar (variante : agachar) « guetter, veiller », avec l’idée de garder, de surveiller le feu (et non gachar « gâcher »). Il a pu se produire, de plus, une confusion entre cachafuoc / gachafuoc et capafoc / capfuec « chenet », du fait de leur proximité et de leur fonction presque identique.
Il semblerait donc, compte tenu de tous ces éléments, que gachafuoc et cachafuoc désigneraient, à l’origine, des garde-feu ou des chenets, et que le sens de « bûche » leur ait été attribué ultérieurement, par relation de contiguïté (métonymie) : par exemple, au XVIIIe siècle, dans le Dictionnaire provençal et françois de Sauveur-André Pellas (1723) : « présent de Noël ; souche ou bûche de Noël ». Quoi qu’il en soit, expliquer le mot par « cache-feu » serait un non-sens, comme l’a fait remarquer le folkloriste Arnold van Gennep : « On doit se garder, malgré Mistral et d'autres, de le traduire par cache-feu ; car le caractère essentiel de la bûche de Noël, comme des autres, est de briller en brûlant. »

## La fête du feu
En Provence, la soirée de Noël commençait par l'ancienne coutume païenne du cacho fio. Cet allumage rituel de la bûche de Noël (calendau, en provençal) correspondait à un rite du feu caché et présageait le retour du feu neuf, le feu du premier Soleil de la nouvelle année.
La cérémonie avait lieu devant la cheminée avant de se mettre à table pour le gros souper. Le plus jeune et le plus vieux portaient ensemble une bûche d’un arbre fruitier (poirier, cerisier, olivier)  qui devait brûler pendant trois jours et trois nuits. Ils devaient faire trois fois le tour de la table recouverte de ses trois nappes.
Une triple libation sur la bûche était ensuite pratiquée par le plus jeune de l'assemblée, avec du vin cuit, et le plus ancien prononçait les paroles suivantes :
| En provençal | En français |
| --- | --- |
| Cacho-fiò Bouto-fiò Alègre, alègre Dièu nous alègre Calèndo vèn, tout bèn vèn Dièu nous fague la gràci de veire l’an que vèn E se noun sian pas mai, que noun fuguen pas mens | Bûche de Noël, Donne le feu Réjouissons nous Dieu nous donne la joie Noël vient, tout vient bien Dieu nous fasse la grâce de voir l’an qui vient Et si nous ne se sommes pas plus Que nous ne soyons pas moins. |

La bûche devait durer jusqu'au jour des Rois. Quand elle était calcinée, elle passait pour miraculeuse. Ses cendres, déposées sur la nappe de Noël, ne la brûlaient pas et des morceaux de charbon étaient placés dans les étables pour protéger le bétail des maladies.

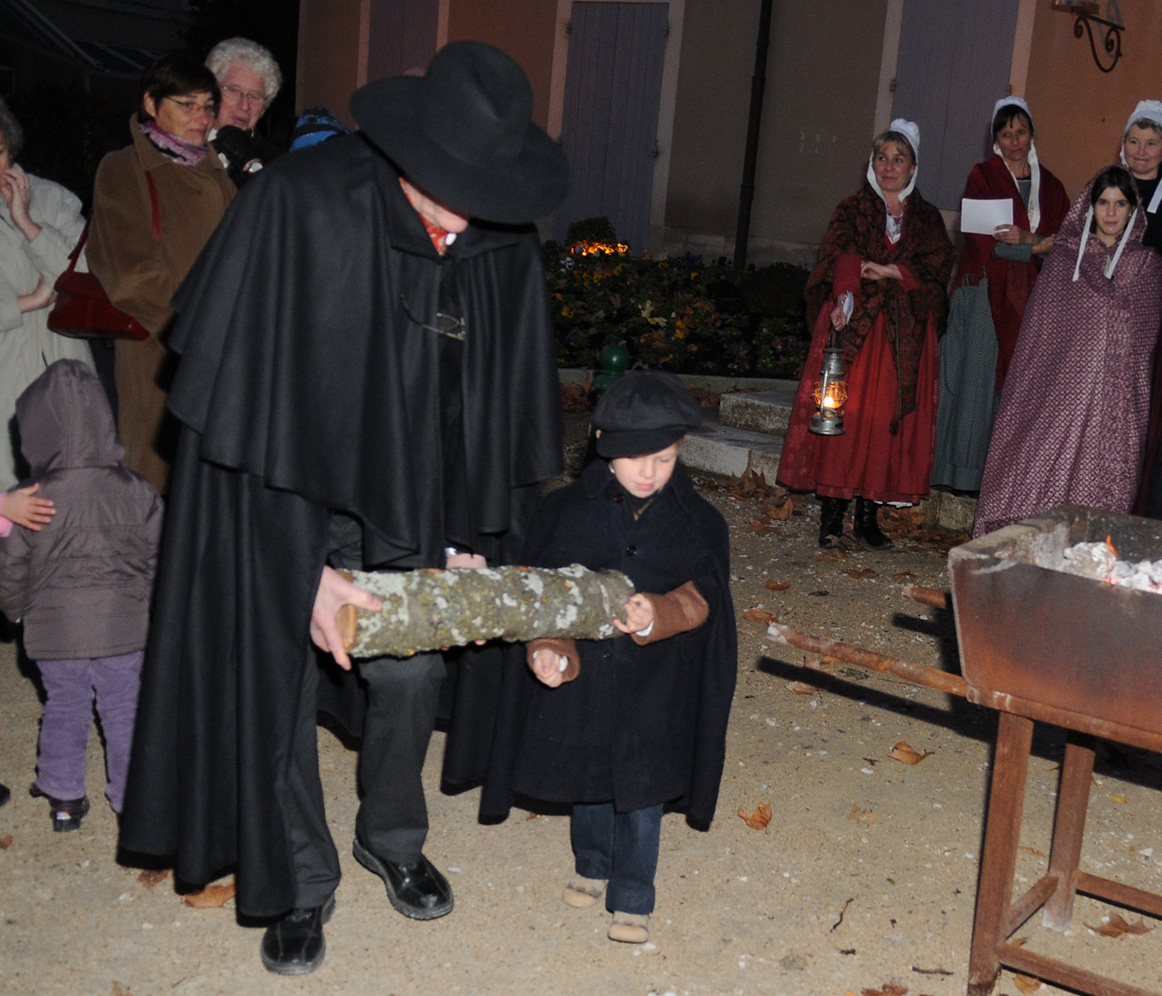
Lou grand et lou pitchoun[Quoi ?] au cacho fiò  ("pitchoun" est le provençal d'enfant, et "lou" est le déterminant "le")
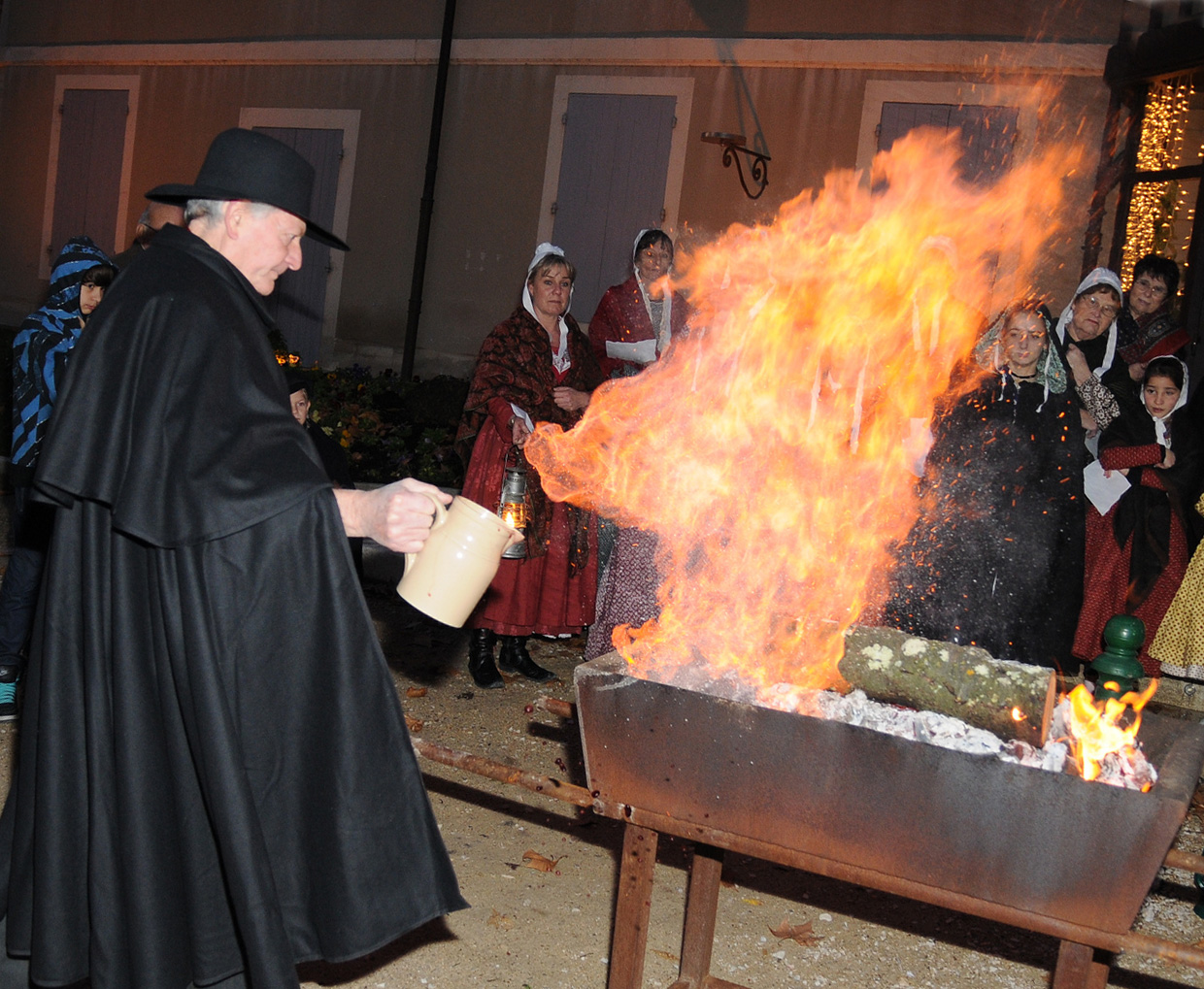
Embrasement de la bûche du cacho fio
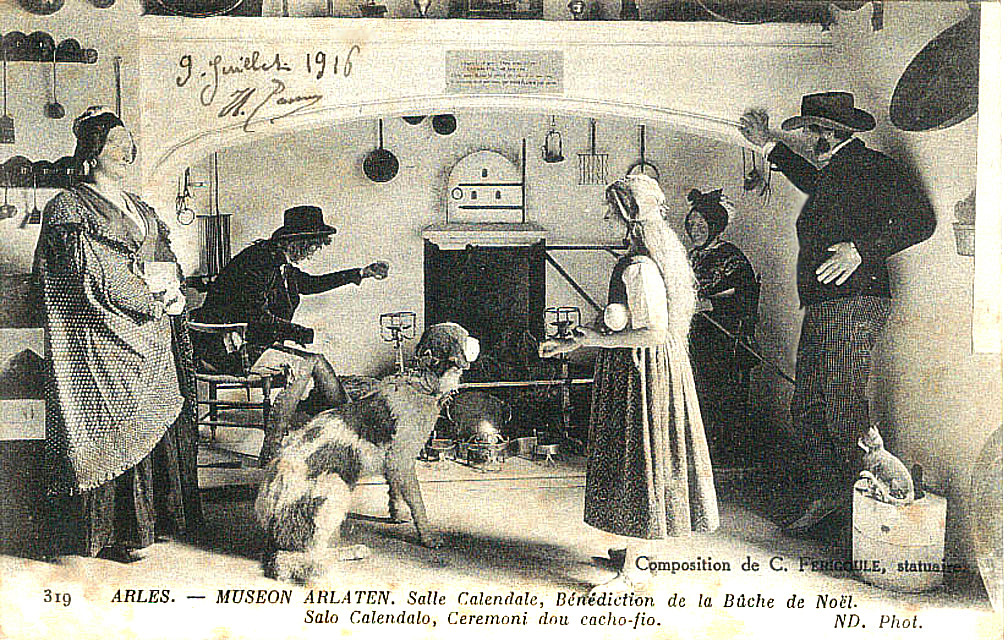
Cérémonie du cacho fio reproduite au Musée Arlaten à Arles
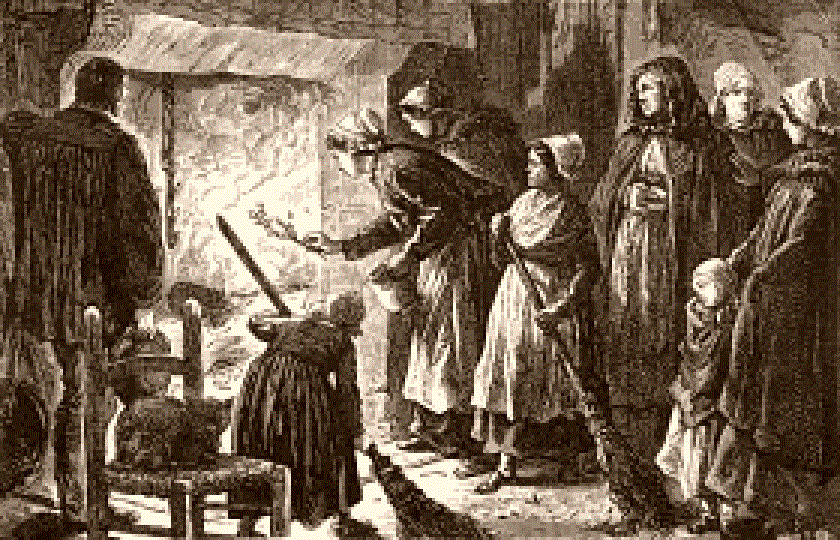
Cérémonie du cacho fio en Haute Provence, gravure de la fin du XIXe siècle